# Tour Generali
Pour l’article homonyme, voir Tour Generali (Milan).
 (novembre 2011).
Si vous disposez d'ouvrages ou d'articles de référence ou si vous connaissez des sites web de qualité traitant du thème abordé ici, merci de compléter l'article en donnant les références utiles à sa vérifiabilité et en les liant à la section « Notes et références ».
La tour Generali était un projet de gratte-ciel de bureaux qui devait se situer dans le quartier d'affaires de La Défense à Courbevoie (Hauts-de-Seine, France). Ce projet a été abandonné en 2011 par la direction italienne de l'assureur qui n'a pas motivé sa décision.

## Projet
Ce projet d'immeuble a été officiellement présenté le 18 octobre 2006 par l'assureur Generali. Elle s'inscrit dans le plan de relance de La Défense et devait être réalisée par Vinci Immobilier à la place de l'immeuble Iris construit en 1983. La tour Generali devait faire une hauteur de 265 mètres, ce qui en aurait fait la plus haute tour de l'Union européenne avant d'être dépassé par la tour Hermitage Plaza aussi située à La Défense, pour un investissement prévu de 280 millions d'euros.
Une promesse de vente avec l'EPAD a été signée en janvier 2010.
La tour vise les certifications environnementales BBC (RT 2005), HQE, BREEAM et LEED.
Selon le journal Les Échos du 11 juillet 2011, l'assureur italien Generali aurait abandonné son projet de tour. Des changements dans l'entreprise justifierait leur désir de ne pas construire ce qui aurait été un des symboles du nouveau plan de renouveau.
Fin octobre 2012, le directeur général de l'EPADESA, Philippe Chaix, a déclaré que l'idée de voir un nouvel investisseur reprendre le projet de la tour Generali (pourtant purgé de tout recours), semblait s'éloigner. Il semble en effet de plus en plus pessimiste et a expliqué qu'un potentiel repreneur avait affiché sa volonté de racheter le projet auprès de l'assureur italien avant de finalement jeter l'éponge.
On[style à revoir] devrait donc s'acheminer vers une rénovation de l'immeuble Iris ou une restructuration légère[source secondaire souhaitée].
En septembre 2014, Generali annonce le retour de son projet sous le nom de Tour Saint-Gobain au même emplacement mais avec une hauteur fortement réduite.